# Duchess Theatre
Duchess Theatre – teatr w Londynie, położony przy Catherine Street w gminie City of Westminster, zaliczany do scen West Endu. Należy do tzw. receiving houses, tzn. nie posiada własnego zespołu artystycznego, a jedynie zapewnia przestrzeń i obsługę techniczną dla produkcji zewnętrznych. 

## Historia
Teatr został otwarty 25 listopada 1929 r. Wzniesiono go na działce, która stała pusta od czasów I wojny światowej, w czasie której wcześniejszą zabudowę zniszczyły bomby zrzucane ze sterowców. Projektantem gmachu był Ewen Barr, który ze względu na ograniczenia wynikające z kształtu i położenia działki stworzył budynek na planie nieregularnego trapezu. Gmach uległ uszkodzeniom w czasie II wojny światowej, co spowodowało tymczasowe wstrzymanie działalności teatralnej. Od 2005 r. właścicielem teatru jest spółka Nimax Theatres. 7 lipca 2005 gmach został wpisany do rejestru zabytków. 
Wystawiona w Duchess sztuka The Intimate Revue uważana jest za jedyną produkcję w historii West Endu, która zeszła z afisza już w dniu premiery, co miało miejsce 11 marca 1930 r.

## Charakterystyka
Duchess jest jednym z najmniejszych teatrów West Endu, zarówno pod względem wielkości sceny, która ma wymiary 635 x 676 cm, jak i widowni, liczącej 470 miejsc. 